# 洛斯阿拉米托斯 (加利福尼亚州)
洛斯阿拉米托斯（英語：Los Alamitos）是美国加利福尼亚州橙县下属的一座城市。建市于1960年3月1日，面积大约为4.05平方英里（10.5平方公里）。根据2010年美国人口普查，该市有人口11,449人。